# Bedeu
Jorge Moacir da Silva (Porto Alegre, 4 de dezembro de 1946 — 5 de agosto de 1999), mais conhecido como Bedeu, foi um consagrado cantor e compositor da MPB e do samba-rock brasileiro.

## Influências musicais
Nascido no bairro Cidade Baixa, onde antigamente era a Ilhota, um bairro pobre e reduto de diversos traços da africanidade na cidade de Porto Alegre, trouxe de lá boa parte das influências musicais na infância e na juventude.
Ao seis anos, tocava pandeiro e recebeu o apelido de "Bedeu do Carnaval", que acabaria influenciado seu nome artístico.

## Começo de carreira
Na década de 1960, montou a banda de baile Os Rockings. Apesar de ser gaúcho, curiosamente iniciou sua carreira em São Paulo, onde teve diversas músicas gravadas por artistas do eixo Sudeste do Brasil. Jair Rodrigues, Wilson Simonal, Dhema, Neguinho da Beija-flor e Originais do Samba gravaram suas canções, compostas com seus companheiros musicais mais freqüentes, Leleco Telles (também já falecido) e Alexandre. Tem também o seu trabalho reconhecido com percussionista. Em 1975, retorna a Porto Alegre e forma junto com Leleco Telles, Alexandre, Cy, Leco e Nêgo Luis o grupo de samba-rock Pau-Brasil.
Reunindo uma seleção de grandes músicos, o Pau-Brasil lançou diversos sucessos, até hoje exaustivamente regravados, como Grama verde, Minha preta e Nêga Olívia.
Dois discos foram lançados por esta turma da pesada, que utilizou em suas músicas a mistura de dois gêneros musicais de origem negra, o samba e o rock: O samba e suas origens (1978) e Pau-Brasil (1979). O sucesso do grupo foi considerável e serviu de exemplo a muitos outros artistas que aderiram ao gênero posteriormente ou apenas passearam temporariamente por ele, batizado de samba-rock (no Rio Grande do Sul, recebe o nome de suíngue).
Contemporâneos de Bebeto e Jorge Ben, o Pau-Brasil fincou raízes e, mesmo depois da sua extinção, tem um grande grupo de admiradores do seu trabalho e seus discos são bastante solicitados em sebos e briques que vendem LPs antigos em Porto Alegre e São Paulo.

## Carreira solo
No início dos anos 1980, Bedeu parte para a carreira-solo, lançando África no fundo do quintal, em 1983, onde reúne suas composições mais famosas e novas músicas, como Zimbábwe. Nas gafieiras, sua música Kid Brilhantina (em parceria com Alexandre) é bastante executada até os dias atuais. Esta, inclusive, foi uma das músicas de sua autoria selecionada para a coletânea Samba-rock em dois tempos, de 1988, juntamente com Guerreiro, composta em parceria com Bebeto e Leleco Telles.
Em 1993, lança Iluminado, onde consagra mais uma de suas músicas, Saudades de Jackson do Pandeiro (com Luis Vagner), onde exalta além do saudoso compositor, outros instrumentistas famosos no Brasil e no mundo como Luiz Gonzaga, Gordurinha, Bola Sete e Caçulinha.
Compõe também, junto com Alexandre e Leleco, alguns sambas de enredo para as escolas de samba porto-alegrenses Garotos da Orgia (que mais tarde mudaria o nome para Acadêmicos da Orgia), da qual é um dos fundadores e Areal da Baronesa.
Nesta época, após gravar algumas coletâneas, é acometido por diabetes e suas complicações. Este problema de saúde o afasta momentaneamente do cenário musical e da mídia, preocupando os seus admiradores e aqueles que se divertiam dançando os seus sucessos nas pistas dos salões de gafieira.
Em 1998, grava o seu último álbum, financiado pela Prefeitura da capital gaúcha, Swing Popular Brasileiro. Nele, retomou alguns de seus sucessos e lançou algumas músicas ainda inéditas. Isto ocorreu pelo fato de não ter uma situação financeira confortável e por voltar a ter problemas em decorrência do diabetes. Para o seu auxílio no tratamento (apesar de estar em fase terminal), foi promovido um show chamado Tributo a Bedeu, em fins de julho de 1999. Porém, o dinheiro arrecadado não foi suficiente para salvá-lo da morte, após um longo tempo de internação e do agravamento de sua enfermidade. Uma de suas últimas obras gravadas foi o samba-enredo Domingo, do Areal da Baronesa para o carnaval de 1998.

## Discografia

### Álbuns de estúdio
- África no fundo do quintal (1983)
- Iluminado (1993)
- Swing Popular Brasileiro (1998)

## Prêmios e indicações

### Prêmio Açorianos
| Ano  | Categoria         | Indicação | Resultado |
| ---- | ----------------- | --------- | --------- |
| 1998 | Destaque Especial | Bedeu     | Venceu    |